# Ерцени
Ерцени (латыш. Jērcēni) — населённый пункт в Стренчском крае Латвии. Административный центр Ерценской волости. Находится примерно в 7 км к северу от Стренчи. По данным на 2007 год, в населённом пункте проживало 202 человека. Есть волостная администрация, общественный центр, библиотека, почтовое отделение, аптека.

## История
Населённый пункт возник вокруг бывшего поместья Вольфартслинде.
В советское время населённый пункт входил в состав Ерценского сельсовета Валкского района.

## Известные уроженцы
- Балодис, Антонс (1880—1942) — латвийский государственный, дипломатический и политический деятель.
- Мишке, Владимир (1895—1972) — советский латвийский партийный деятель, революционер.